# Francesco Mileti
Francesco Mileti (Lecce, 27 maggio 1962) è un ex calciatore italiano, di ruolo centrocampista.

## Carriera

### Giocatore
Cresciuto calcisticamente nel Lecce, vi esordisce nel campionato di Serie B 1978-1979. Dopo due stagioni come rincalzo, diventa titolare a partire dall'annata 1980-1981, disputando tre campionati nella serie cadetta.
Nel 1983 viene ceduto all'Avellino, in Serie A; in autunno, tuttavia, gli irpini lo girano al Genoa, con cui esordisce nella massima serie il 30 ottobre 1983 nella vittoria interna sul Torino. A fine stagione totalizza 12 presenze e 2 reti, ma i Grifoni retrocedono in Serie B; Mileti diventa titolare del centrocampo genoano per tre stagioni, fino al 1987. Nell'estate di quell'anno si trasferisce al Brescia, in cambio di Augusto Gentilini: vi rimane per una sola stagione, scendendo in campo 25 volte con una rete.
Nell'autunno del 1988 viene acquistato dal Piacenza, sempre in Serie B. La stagione è negativa: la squadra retrocede in Serie C1 e in primavera Mileti, dopo 18 presenze e 1 gol, viene messo fuori squadra insieme ad altri tre compagni per motivi disciplinari. Lasciata Piacenza, passa al Brindisi, in Serie C1, ma a causa del fallimento della società pugliese nel corso del campionato si trasferisce al Vicenza insieme al compagno Luigi Ciarlantini; nel finale di stagione con i veneti disputa 8 partite conquistando la salvezza allo spareggio contro il Prato.
Chiude la carriera militando nel Cosenza, in Serie B, nel Siracusa (Serie C1, arriva a gennaio del 1993 e disputa solo tre partite, dovute anche al fatto che durante una contestazione della tifoseria gli fu bruciata l'auto inducendo il calciatore ad allontanarsi dalla città) e nel Toma Maglie, nel Campionato Nazionale Dilettanti 1993-1994.

### Allenatore
Chiusa la carriera da calciatore ha allenato nelle giovanili del Lecce, e nel finale della stagione 2005-2006 affianca per motivi di patentino l'allenatore Antonio Toma sulla panchina del Pisa; con i toscani ottiene la salvezza dopo i play-out. Nella stagione successiva allena la Primavera della formazione toscana.
Nel 2009 assume l'incarico di coordinatore tecnico della Juventina Lecce, progetto di università dello sport nella sua città natale.